# Grand Prix automobile de Grande-Bretagne 2002
GP précédent GP suivant
Le Grand Prix automobile de Grande-Bretagne 2002 (2002 Foster's British Grand Prix), disputé sur le circuit de Silverstone le 7 juillet 2002, est la 690e épreuve du championnat du monde de Formule 1 courue depuis 1950 et la dixième manche du championnat 2002.

## Classement
| Pos  | N° | Pilote                | Écurie           | Tours | Temps/Abandon                      | Grille | Points |
| ---- | -- | --------------------- | ---------------- | ----- | ---------------------------------- | ------ | ------ |
| 1    | 1  | Michael Schumacher    | Ferrari          | 60    | 1 h 31 min 45 s 015 (201,717 km/h) | 3      | 10     |
| 2    | 2  | Rubens Barrichello    | Ferrari          | 60    | + 14 s 578                         | 2      | 6      |
| 3    | 6  | Juan Pablo Montoya    | Williams-BMW     | 60    | + 31 s 661                         | 1      | 4      |
| 4    | 11 | Jacques Villeneuve    | BAR-Honda        | 59    | + 1 tour                           | 9      | 3      |
| 5    | 12 | Olivier Panis         | BAR-Honda        | 59    | + 1 tour                           | 13     | 2      |
| 6    | 7  | Nick Heidfeld         | Sauber-Petronas  | 59    | + 1 tour                           | 10     | 1      |
| 7    | 9  | Giancarlo Fisichella  | Jordan-Honda     | 59    | + 1 tour                           | 17     |        |
| 8    | 5  | Ralf Schumacher       | Williams-BMW     | 59    | + 1 tour                           | 4      |        |
| 9    | 8  | Felipe Massa          | Sauber-Petronas  | 59    | + 1 tour                           | 11     |        |
| 10   | 3  | David Coulthard       | McLaren-Mercedes | 58    | + 2 tours                          | 6      |        |
| 11   | 17 | Pedro de la Rosa      | Jaguar-Cosworth  | 58    | + 2 tours                          | 21     |        |
| 12   | 15 | Jenson Button         | Renault          | 54    | Roue                               | 12     |        |
| Abd. | 10 | Takuma Satō           | Jordan-Honda     | 50    | Moteur                             | 14     |        |
| Abd. | 4  | Kimi Räikkönen        | McLaren-Mercedes | 44    | Moteur                             | 5      |        |
| Abd. | 14 | Jarno Trulli          | Renault          | 29    | Panne électronique                 | 7      |        |
| Abd. | 21 | Enrique Bernoldi      | Arrows-Cosworth  | 28    | Arbre de direction                 | 18     |        |
| Abd. | 16 | Eddie Irvine          | Jaguar-Cosworth  | 23    | Sortie de piste                    | 19     |        |
| Abd. | 20 | Heinz-Harald Frentzen | Arrows-Cosworth  | 20    | Moteur                             | 16     |        |
| Abd. | 24 | Mika Salo             | Toyota           | 15    | Transmission                       | 8      |        |
| Abd. | 23 | Mark Webber           | Minardi-Asiatech | 9     | Embrayage                          | 20     |        |
| Abd. | 25 | Allan McNish          | Toyota           | 0     | Embrayage                          | 15     |        |

## Pole position et record du tour
- Pole position : Juan Pablo Montoya en 1 min 18 s 998
- Tour le plus rapide : Rubens Barrichello en 1 min 23 s 083 au 58e tour.

## Tours en tête
- Juan Pablo Montoya : 15 (1-15)
- Michael Schumacher : 45 (16-60)

## Statistiques
- 60e victoire pour Michael Schumacher.
- 152e victoire pour Ferrari en tant que constructeur.
- 152e victoire pour Ferrari en tant que motoriste.